# Біньче
Біньче (пол. Bińcze, нім. Bärenwalde) — село в Польщі, у гміні Чарне Члуховського повіту Поморського воєводства.
Населення — 486 осіб (2011).
У 1975—1998 роках село належало до Слупського воєводства.

## Демографія
Демографічна структура станом на 31 березня 2011 року:
|          | Загалом | Допрацездатний вік | Працездатний вік | Постпрацездатний вік |
| -------- | ------- | ------------------ | ---------------- | -------------------- |
| Чоловіки | 249     | 50                 | 187              | 12                   |
| Жінки    | 237     | 62                 | 141              | 34                   |
| Разом    | 486     | 112                | 328              | 46                   |